# 寄与危険度
寄与危険度（きよきけんど）とは疫学における指標の1つであり、「寄与リスク（絶対リスク増加）」とも呼ばれ、暴露群と非暴露群における疾病の頻度の差。暴露群の発生率から非暴露群の発生率を引いたものが寄与危険度となり、暴露効果の強さを示すことが出来る。
|          | 疾病あり | 疾病なし | 計  |
| -------- | -------- | -------- | --- |
| 暴露あり | A        | B        | A+B |
| 暴露なし | C        | D        | C+D |
| 計       | A+C      | B+D      | T   |

{\displaystyle R={\cfrac {A}{A+B}}-{\cfrac {C}{C+D}}}
R:寄与危険度
「寄与危険度」が「暴露群における疾病の頻度」に占める割合を「寄与危険割合」と呼ぶ。
「寄与危険度（絶対リスク増加）」は「相対危険度」が1を上回る場合に用いられ、「相対危険度」が1を下回る場合は「絶対リスク減少」が用いられる。
暴露群の発生率ではなく、集団全体の発生率を用いたリスクの差は、「人口寄与危険度」となる。